# Huperzia protoporophila
Huperzia protoporophila är en lummerväxtart som beskrevs av A.Haines. Huperzia protoporophila ingår i släktet lopplumrar, och familjen lummerväxter. Inga underarter finns listade i Catalogue of Life.